# Публій Сервілій Рулл (народний трибун)
Публій Сервілій Рулл (лат. Publius Servilius Rullus, ? — після 63 до н. е.) — політичний діяч Римської республіки, народний трибун в 63 році до н. е., добре відомий як автор законопроєкту, спрямованого на перерозподіл землі для бідняків. Інформація про ці події відома нам з чотирьох промов Цицерона, три з яких збереглися до наших часів, а найціннішою з історичного боку є друга. Також окремі згадки є у Плутарха та Светонія

## Життєпис
Походив з впливового роду Сервіліїв, родовий символ якого — мідна монета трієнс, яка зменшувалась чи збільшувалась в залежності від рівня впливу роду в певний період часу. Відомо, що його батько, Публій Сервілій Рулл, був монетним майстром, а його тесть Валгіус збагатився в період  диктатури Сулли та володів величезними масивами землі на півдні Італії. Більше відомостей про його походження та юні роки немає.
У 63 році до н. е. Публій Сервілій Рулл став народним трибуном, тоді ж були обрані на цю посаду Тит Ампій Бальб, Луцій Цецилій Руф, Тит Лабієн. Під час своєї каденції виступив із аграрним законопроєктом (Lex Servilia).
Подальша доля Публія Сервілія Рулла невідома. Існує припущення, за яким командир кавалерії Октавіана був його сином.

## Аграрний закон Публія Сервілія Рулла
Запропонував аграрний законопроєкт, який насправді можна було розцінювати як політичний крок, спрямований проти Гнея Помпея і проти Цицерона, адже якби закон, незважаючи на протидію Цицерона, був схвалений народом, то він би позбувся б довіри сенату; якби він був відкинутий, то Цицерон втратив би прихильність народних мас. Також до законопроєкту було внесено пункт, який був цілковитим нововведенням, щодо обов'язкової особистої присутності в Римі під час обрання на посаду децемвірів. Саме це не дозволяло бути обраним Гнею Помпею, адже в той час він перебував на Сході, беручи участь в Третій Мітридатовій війні.
Загалом, закон передбачав утворення комісії із 10 чоловік (децемвіри), основні задачі якої були облаштування колоній і розподіл державних земель в Італії. Повноваження комісії обмежувалися терміном у 5 років, її членів повинні були обирати з 17 триб (загалом 35), визначених жеребом, таким чином для обрання децемвірів достатньо було голосування дев'яти триб. Як вже зазначалось, для обрання було обов'язковим присутність кандидата в Римі, що виключало можливість обрання Гнея Помпея. Загалом децемвіри користувалися судовою владою і правами пропреторів, зокрема, правом ауспіцій, їм надавався допоміжний персонал (посильні, писарі, ліктори, глашатаї тощо), вони могли поєднувати свою діяльність з будь-якою магістратурою, залишаючись неосудними протягом усього п'ятиріччя. Також було призначено двісті землемірів із вершників, до кожного з яких було приставлено по 20 охоронців, саме вони мали служити децемвірам при здійсненні їхньої влади.
Щодо цілей комісії, то вони мали розподілити землю 5000 колоністам у Кампанії (по 10 югерів) та в Стелатській області (по 12 югерів на людину). Для того щоб отримати кошти на це, децемвіри були уповноважені продавати державні землі, які були рекомендовані senatus consulta +(письмова порада сенату) з 81 року до н. е. Вони мали право продавати домени за межами Італії, які стали державною власністю після 88 року до н. е. Децемвірам була надана можливість оподатковувати землі за межами Італії, використовувати Vectigalia(податки, що сплачували при ввезенні або вивезенні окремих товарів) з 63 року до н. е. й використовувати золото та срібло з воєнних трофеїв, не сплачених у скарбницю чи не витрачених на будівництво.
Але законопроєкт не пройшов голосування не в останню чергу за рахунок промов Цицерона, який і в подальшому виступав проти будь-яких пропозицій щодо перерозподілу землі. Але вже у 59 р до н. е. Гай Юлій Цезар зумів прийняти закон, який надавав землю 20000 римських громадян із більш ніж трьома дітьми в Кампанії, в тому ж районі, який був відведений для цього ж за аграрним законом Публія Сервілія Рулла.

## Політичні мотиви законопроєкту
Існує кілька версій щодо інтерпретації політичних мотивів цього аграрного законопроєкту серед різних істориків:
1. Найпоширенішою є те, що Марк Ліциній Красс і Гай Юлій Цезар прагнули захопити владу через державний переворот проти Гнея Помпея та сенату, а аграрний закон Публія Сервілія Рулла контролювався безпосередньо ними.[2]’[3]’[4]
2. Марк Ліциній Красс прагнув контролювати розподіл землі, задля того, щоб отримати вигідну позицію для переговорів на випадок повернення Гнея Помпея з війни з бажанням наділити своїх ветеранів землею.[5]
3. Був прихованою схемою для забезпечення прибутку торговців[6]
4. Законопроєкт не мав бути прийнятим з самого початку, а служив для того, щоб показати Цицерона в першу чергу не консулом, який діє на користь народу, а оптиматом і посилити конфлікт між плебеями і сенатом.[7]
5. Дійсно надання землі безземельним біднякам, що сприяло заодно посиленню безпеки міста, адже позбувались потенційно небезпечних прошарків.[8]

## Цицерон про Публія Сервілія Рулла та про його аграрний закон
1 січня 63 р. до н. е., в перший день свого консульства, Цицерон виступив у сенаті з промовою проти закону Рулла. Вже на наступний день він виголосив свою першу промову перед народом, згодом — ще дві, з яких до нас дійшла одна. Щодо першої промови, то її початок був втрачений.

Загалом промови Цицерона як джерело варто розглядати з урахуванням тертя між двома політичними угрупованнями — популярами та оптиматами, останніх же безпосередньо підтримував Цицерон. Представляючи інтереси патриціїв, він виступав проти згаданої реформи та й загалом прагнув обмежити владу |народних трибунів, натомість зміцнити владу сенату. У своїх промовах Цицерон порівнював Публія Сервілія Рулла з Брутом
«І ти, Публій Рулл, волів йти по злочинних слідах Марка Брута, а не наслідувати прикладів мудрості серед наших предків? Ось що придумав ти разом зі своїми натхненникам.» 
Як вже стає зрозуміло Рулла він сприймав як незначну та другорядну людину і наполягав на тому, що він насправді був фронтоном для осіб, яких він описував як справжніх архітекторів законопроєкту, які ніяк не могли допустити обрання Помпея на посаду. Саме вони, на його думку, мали реальну владу, якої потрібно було остерігатися. Звичайно, імен Цицерон не називав, але натякав на те, що це були Гай Юлій Цезар і Марк Ліциній Красс, провідні фігури популярів, політичних опонентів Цицерона. 
«Невже ці кілька людей, якщо вже кинули свої жадібні погляди на все ваше надбання, то не постараються насамперед повністю усунути Гнея Помпея від охорони вашої волі, позбавити його влади, не дати йому можливості опікуватися і захищати ваші інтереси?»